# 6175 Cori
6175 Cori è un asteroide della fascia principale del diametro medio di circa 11,4 km. Scoperto nel 1983, presenta un'orbita caratterizzata da un semiasse maggiore pari a 3,1913116 UA e da un'eccentricità di 0,2074381, inclinata di 0,40574° rispetto all'eclittica.